# 副眉鰈
副眉鰈為輻鰭魚綱鰈形目鰈亞目鰈科的其中一種，為溫帶海水魚，分布於東太平洋區，從白令海至墨西哥下加利福尼亞海域，棲息深度0-550公尺，體長可達49公分，棲息在沙泥底質底層水域，幼魚出現在潮間帶，以軟體動物、蠕蟲、甲殼類等為食，會進行遷徙，生活習性不明，可作為食用魚及遊釣魚。